# Rezolucja Rady Bezpieczeństwa ONZ nr 1750
Rezolucja Rady Bezpieczeństwa ONZ nr 1750 została przyjęta 30 marca 2007 podczas 5652. posiedzenia Rady.
Rada postanawia przedłużyć mandat misji UNMIL do 30 września 2007. Zapowiada także możliwość przerzucania wojsk między stacjonującymi relatywnie blisko siebie misjami UNMIL i UNOCI, w zależności od bieżących potrzeb. Nakazuje także sekretarzowi generalnemu przygotowanie szczegółowego planu zakończenia misji UNMIL.  